# Georg Michael Wirsing

Generalstabskarta utförd av Georg Michael Wirsing.

Georg Michael Wirsing, född 8 mars 1822 i Schweinfurt, Tyskland, död 3 januari 1894 i Stockholm, var en tysk-svensk grafiker.
Wirsing flyttade till Stockholm i samband med att han anställdes som gravör vid Generalstabens topografiska avdelning. Han blev svensk medborgare 1879 och var verksam vid Generalstaben fram till sin pension 1891. Hans pensionsersättning på 1 500 kronor årligen avgjordes vid ett regeringssammanträde den 13 maj 1891. Bland hans arbeten märks flera generalstabskartor.